# Dichomeris gleba
Dichomeris gleba is een vlinder uit de familie van de tastermotten (Gelechiidae). De wetenschappelijke naam van de soort is voor het eerst geldig gepubliceerd in 1986 door Hodges.

## Type
- holotype: "male, 31.VII.1972, M. O. Glenn"
- instituut: USNM
- typelocatie: "USA, Illinois, Putnam County"[3]